# 피아트 509
피아트 509(Fiat 509)는 이탈리아 자동차 제조업체 피아트가 1925년부터 1929년 사이에 501을 대체하여 생산한 자동차 모델이다. 이모델은은 총 약 90,000대가 판매되었다.
509S와 509SM은 표준형 차량 외에도 스포츠 모델이 있었으며, 택시와 상업용 버전도 있었다. 피아트 509에는 990cc 오버헤드 캠 엔진이 장착되었다.

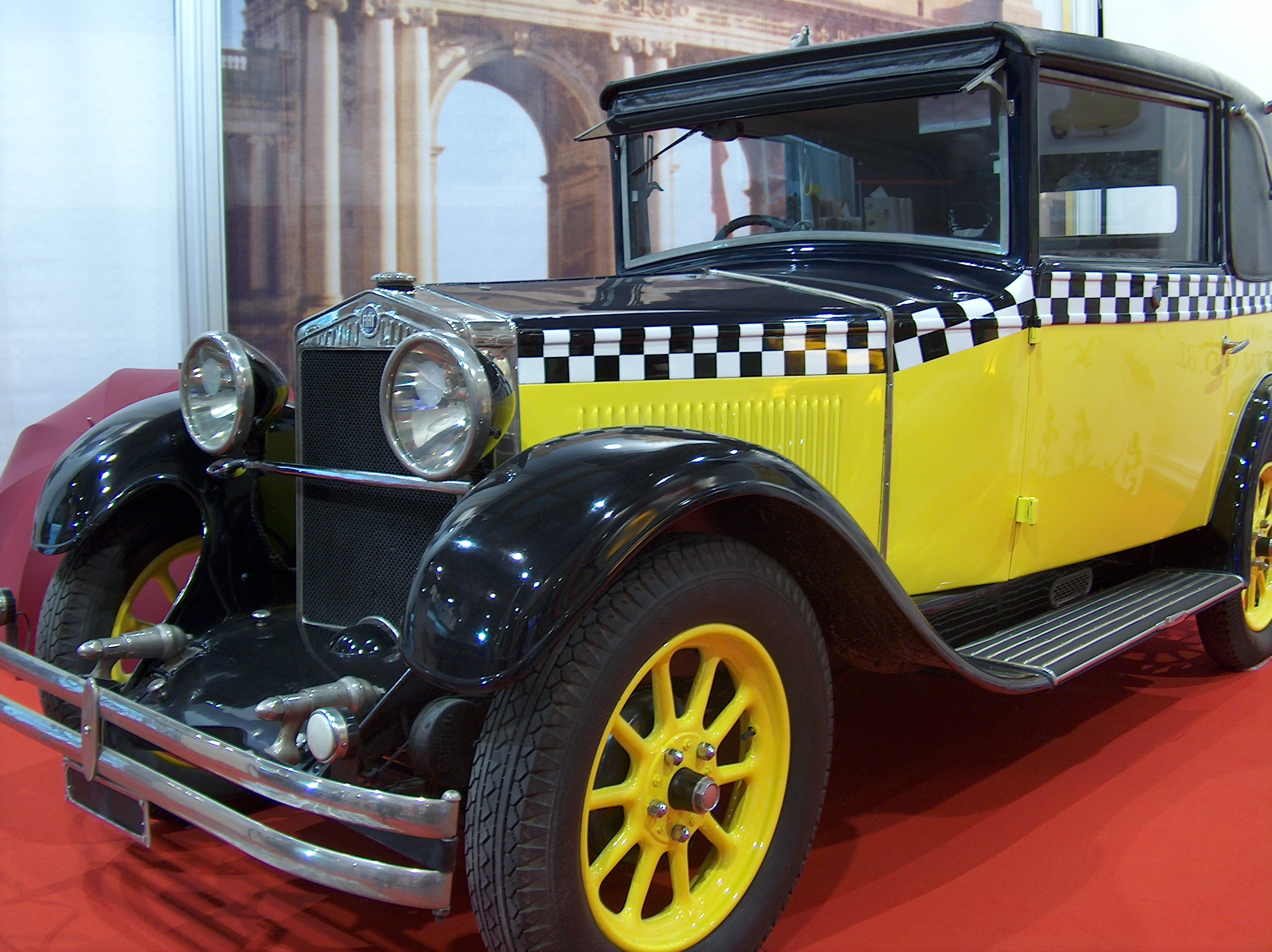
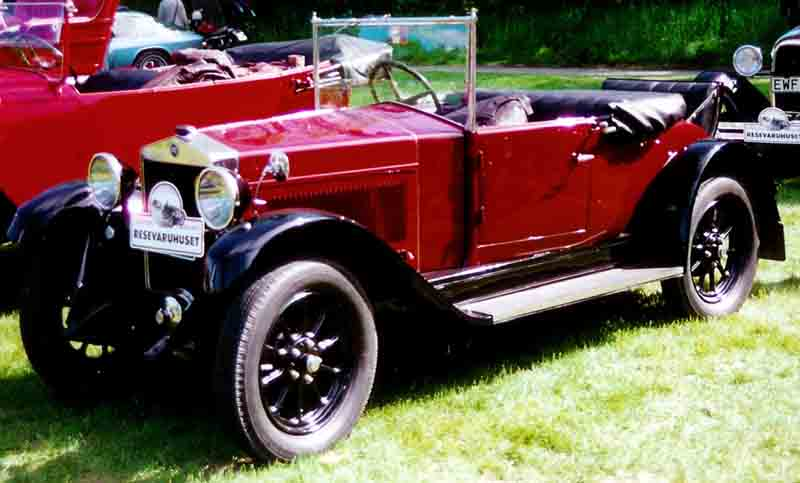
피아트 509 스파이더
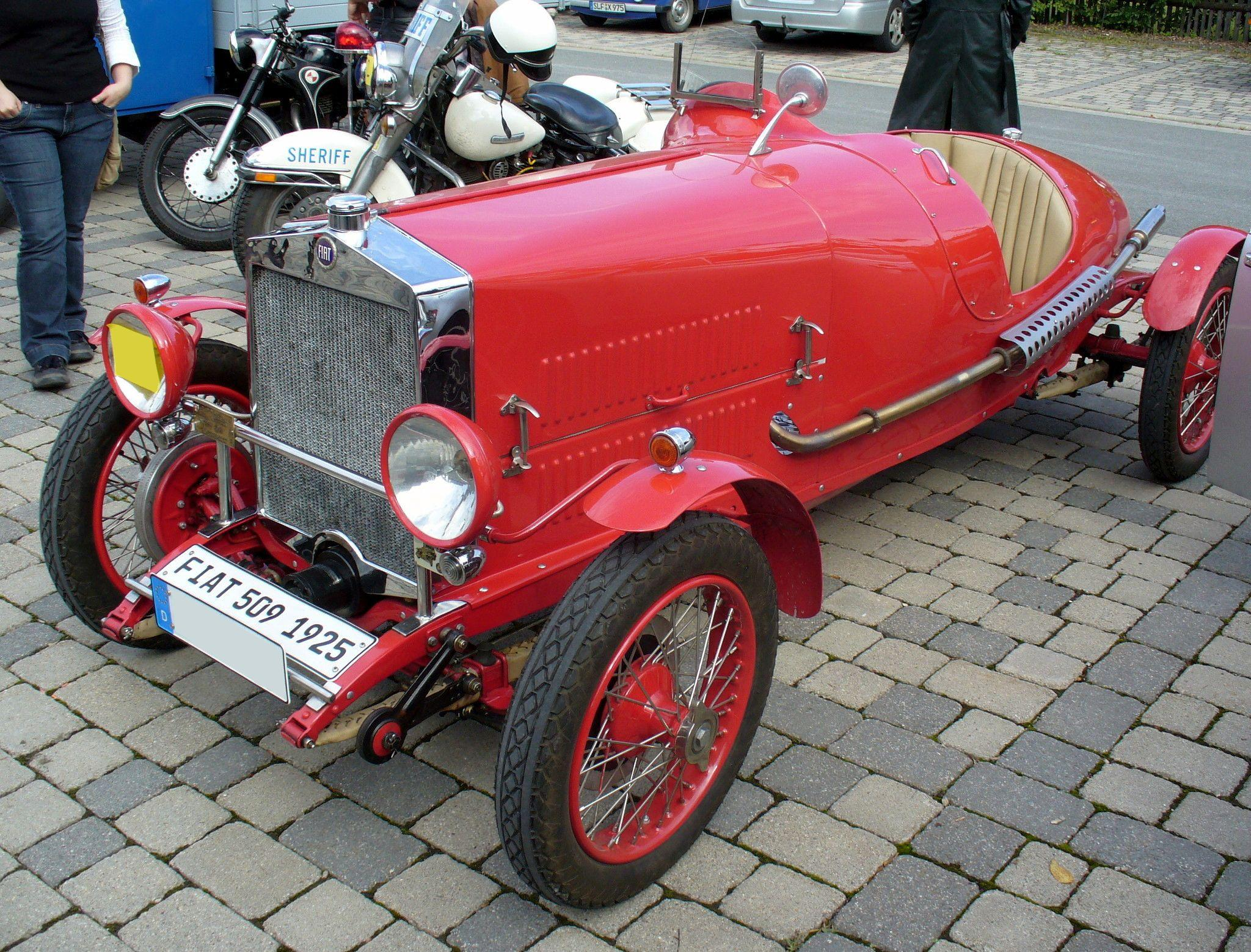
피아트 509 SM 1925
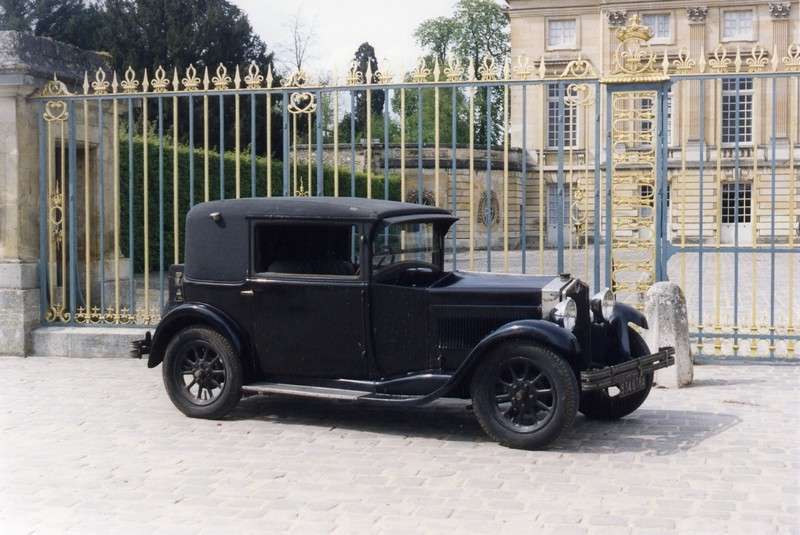
피아트 509 쿠페 로얄 1929 Pourtout